# Klein Bicycle Corporation

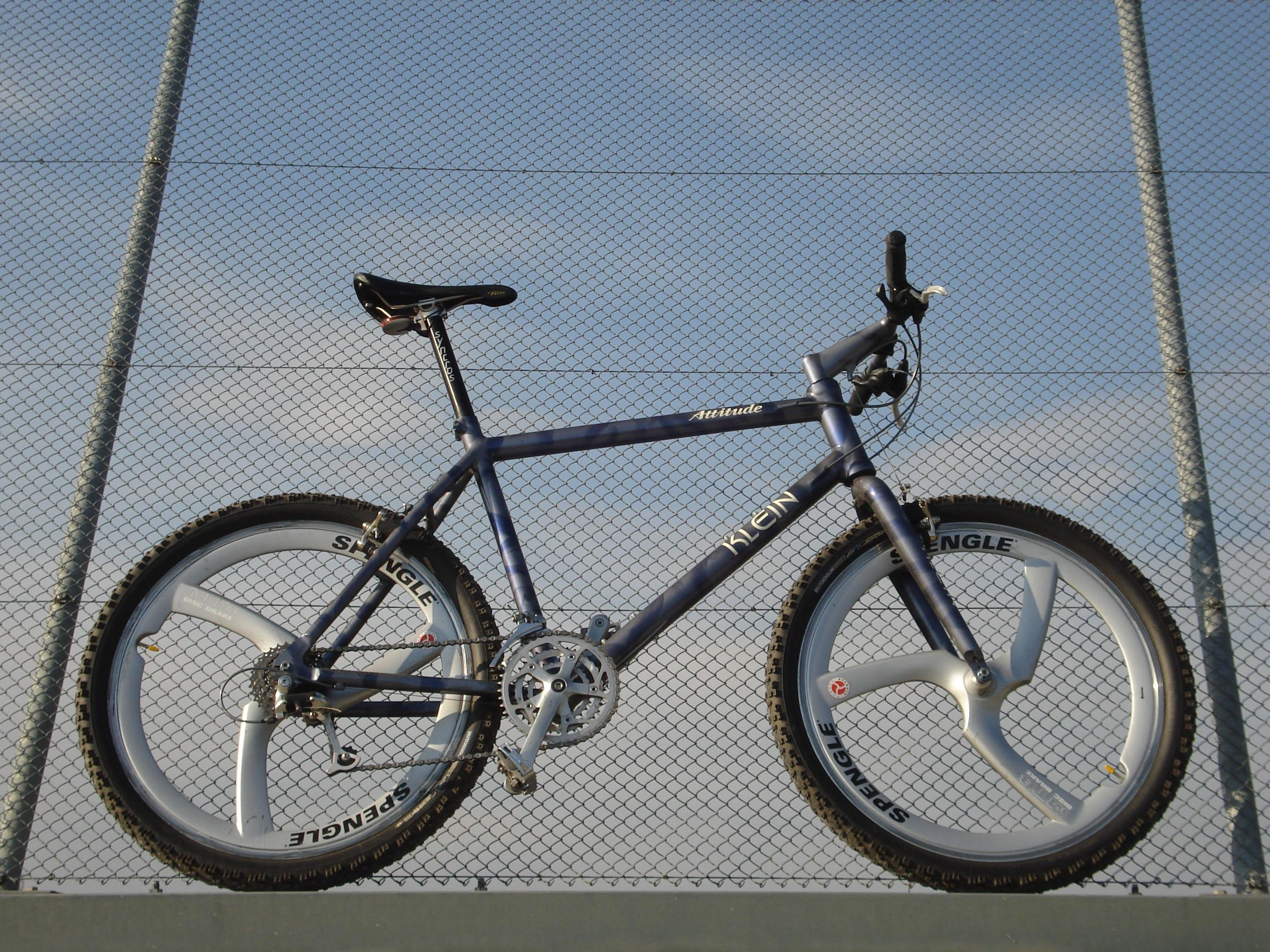
Klein Attitude (Jahrgang 1994) mit Mission Control 1

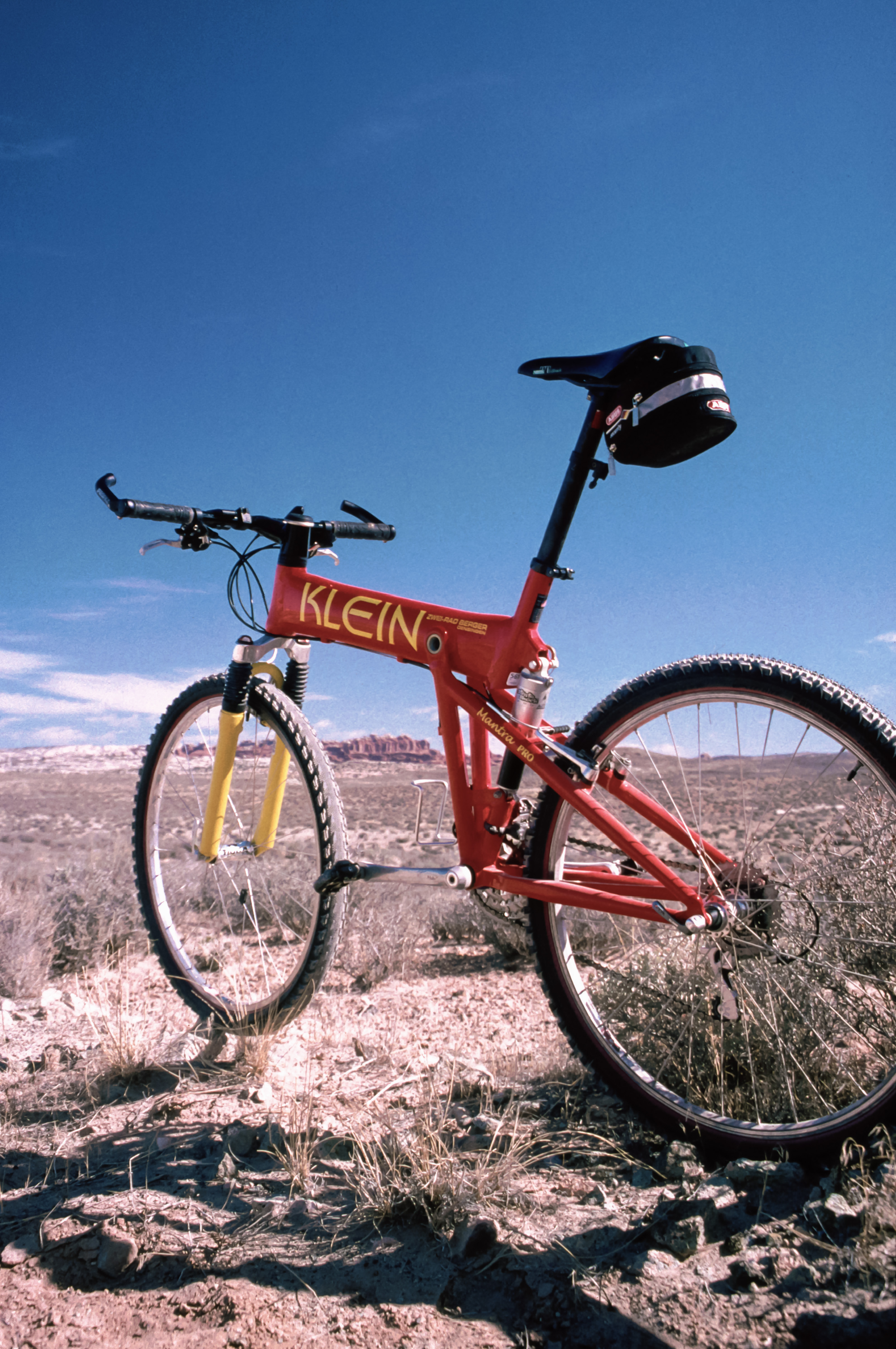
Klein Mantra Pro (1998)

Klein war ein US-amerikanischer Fahrradhersteller mit Sitz in Chehalis (Bundesstaat Washington), der durch technische und gestalterische Innovationen bei Aluminiumrahmen bekannt wurde.

## Geschichte
Anfang der 1970er-Jahre studierte Gary Gordon Klein (* 6. September 1952) am MIT Biochemische Verfahrenstechnik. 1973 konstruierte er als Teil eines freien studentischen Projekts einen Fahrradrahmen aus Aluminium. Fast alle Fahrräder wurden damals aus dem dreimal so steifen Stahl gefertigt, die wenigen damals produzierten vermufften Aluminiumrahmen waren zwar leicht, aber auch als unstabil verschrien. Durch den Einsatz großer Rohrdurchmesser und Schweißverbindungen gelang es Klein einen Rahmen zu produzieren, der 15 % leichter und dennoch steifer war als damals übliche Stahlrahmen.
Nach seinem Bachelorabschluss 1974 brach er sein Masterstudium ab und begann eine Kleinserie am Innovation Center des MIT zu fertigen. 1976 verlagerte er die Produktion in alte Gebäude auf der elterlichen Farm im kalifornischen San Martin. 1980 zog das Unternehmen nach Chehalis in Washington. In den 1980er-Jahren war Klein neben Cannondale und Kettler einer der Pioniere des Wolfram-Inertgas-Schweißens, das sich im Folgejahrzehnt als Standard etablierte. Klein hielt insgesamt 18 Patente, darunter die Verwendung von übergroßen Rohrdurchmessern, und versuchte diese auch gerichtlich gegenüber der Konkurrenz durchzusetzen.
Während Cannondale Aluminiumrahmen massentauglich machte, konzentrierte sich Klein vor allem auf das gehobene Preissegment. Die Marke war für die breite Auswahl auffälliger Lackierungen, Individualisierungsmöglichkeiten und die Qualität der verschliffenen Schweißnähte bekannt.
1995 verkaufte Klein das Unternehmen an Trek. 2002 wurde der Hauptsitz in Chehalis geschlossen und die Marke letztlich 2009 eingestellt.

## Modelle

### Pre-Trek-Ära (1985–1996)

#### Mountainbikes
| Kategorie   | Mountainbike   | Mountainbike | Mountainbike | Mountainbike   | Mountainbike | Mountainbike | Mountainbike | Mountainbike | Mountainbike | Mountainbike    |
| ----------- | -------------- | ------------ | ------------ | -------------- | ------------ | ------------ | ------------ | ------------ | ------------ | --------------- |
| Version     | Hardtail       | Hardtail     | Hardtail     | Hardtail       | Hardtail     | Hardtail     | Hardtail     | Hardtail     | Hardtail     | Full-Suspension |
| Bezeichnung | Mountain Klein | Top Gun      | Pinnacle     | Pinnacle Elite | Attitude     | Rascal       | Adroit       | Fervor       | Pulse        | Mantra          |
| Baujahr     | 1985–1990      | 1989         | 1989–1994    | 1989–1990      | 1990–1996    | 1990–1994    | 1991–1996    | 1993–1995    | 1994–1996    | 1996            |
| Reifengröße | 26             | 26           | 26           | 26             | 26           | 26           | 26           | 26           | 26           | 26              |

#### Rennrad, Triathlon, Commuter
| Kategorie   | Rennrad    | Rennrad    | Rennrad    | Rennrad         | Rennrad         | Rennrad   | Rennrad    | Rennrad     | Rennrad   | Rennrad   | Rennrad   | Rennrad   | Rennrad   |
| ----------- | ---------- | ---------- | ---------- | --------------- | --------------- | --------- | ---------- | ----------- | --------- | --------- | --------- | --------- | --------- |
| Version     | Road Race  | Road Race  | Road Race  | Road Race       | Road Race       | Road Race | Road Race  | Road Race   | Road Race | Kinder    | Kinder    | Triathlon | Commuter  |
| Bezeichnung | Advantage  | Team Super | Criterieum | Performance     | Quantum         | Quantum Z | Quantum II | Quantum Pro | Stage     | Kirsten   | Panache   | Aeolus    | Adept     |
| Baujahr     | 1986, 1990 | 1986       | 1990       | 1986, 1989–1994 | 1986, 1989–1996 | 1994      | 1993–1996  | 1994–1996   | 1990      | 1989–1992 | 1993–1994 | 1994–1996 | 1992–1994 |
| Reifengröße | 28         | 28         | 28         | 28              | 28              | 28        | 28         | 28          | 28        | 28        | 28        | 650C      | 28        |

### Trek-Ära (1997–2008)

#### Mountainbikes
| Kategorie   | Mountainbike               | Mountainbike       | Mountainbike            | Mountainbike             | Mountainbike    | Mountainbike            | Mountainbike          |
| ----------- | -------------------------- | ------------------ | ----------------------- | ------------------------ | --------------- | ----------------------- | --------------------- |
| Version     | Hardtail                   | Hardtail           | Hardtail                | Full-Suspension          | Full-Suspension | Full-Suspension         | Full-Suspension       |
| Bezeichnung | Attitude (Pro, Race, Comp) | Adroit (Pro, Race) | Pulse (Pro, Race, Comp) | Mantra (Pro, Race, Comp) | Karma           | Adept (Pro, Race, Comp) | Palomino (Team, Race) |
| Baujahr     | 1997–2008                  | 1997–2000          | 1997–1998               | 1997–2001                | 1998            | 2001–2002               | 2003–2005             |
| Reifengröße | 26                         | 26                 | 26                      | 26                       | 26              | 26                      | 26                    |

#### Rennrad, Triathlon, Commuter
| Kategorie   | Rennrad   | Rennrad     | Rennrad      | Rennrad   | Rennrad    | Rennrad      | Rennrad               | Rennrad   | Rennrad   | Rennrad   | Rennrad   | Rennrad   | Rennrad    | Rennrad   |
| ----------- | --------- | ----------- | ------------ | --------- | ---------- | ------------ | --------------------- | --------- | --------- | --------- | --------- | --------- | ---------- | --------- |
| Version     | Road Race | Road Race   | Road Race    | Road Race | Road Race  | Road Race    | Road Race             | Road Race | Road Race | Road Race | Triathlon | Commuter  | Commuter   | Commuter  |
| Bezeichnung | Quantum   | Quantum Pro | Quantum Race | Stage     | Quantum TT | Q-Pro (Team) | Q-Carbon (Team, Race) | Q-Elite   | Aura      | Reve      | Aeolus    | Navigator | Karma Pave | Karma     |
| Baujahr     | 1997–2001 | 1997–2003   | 1997–2003    | 1997–1998 | 2002       | 2002–2006    | 2003                  | 2007–2008 | 2004–2008 | 2005–2007 | 1997–1998 | 1998      | 1998       | 2007–2008 |
| Reifengröße | 28        | 28          | 28           | 28        | 28         | 28           | 28                    | 28        | 28        | 28        | 650C      | 28        | n. a.      | 28        |